# Blacus brevicrenulatus
Blacus brevicrenulatus är en stekelart som beskrevs av Van Achterberg 1988. Blacus brevicrenulatus ingår i släktet Blacus och familjen bracksteklar. Inga underarter finns listade.